# مديرية عتق

تعديل مصدري - تعديل

مديرية عتق هي إحدى مديريات محافظة شبوة في اليمن. بلغ عدد سكانها 37315 نسمة عام 2004.